# Monomorium inquilinum
Monomorium inquilinum је врста мрава из рода Monomorium. 

## Угроженост
Ова врста се сматра рањивом у погледу угрожености врсте од изумирања.

## Распрострањење
Мексико је једино познато природно станиште врсте.

## Станиште
Мрав Monomorium inquilinum је копнена врста.